# Hydaticus aruspex
Hydaticus aruspex là một loài bọ cánh cứng trong họ Bọ nước. Loài này được Clark miêu tả khoa học năm 1864.

## Hình ảnh

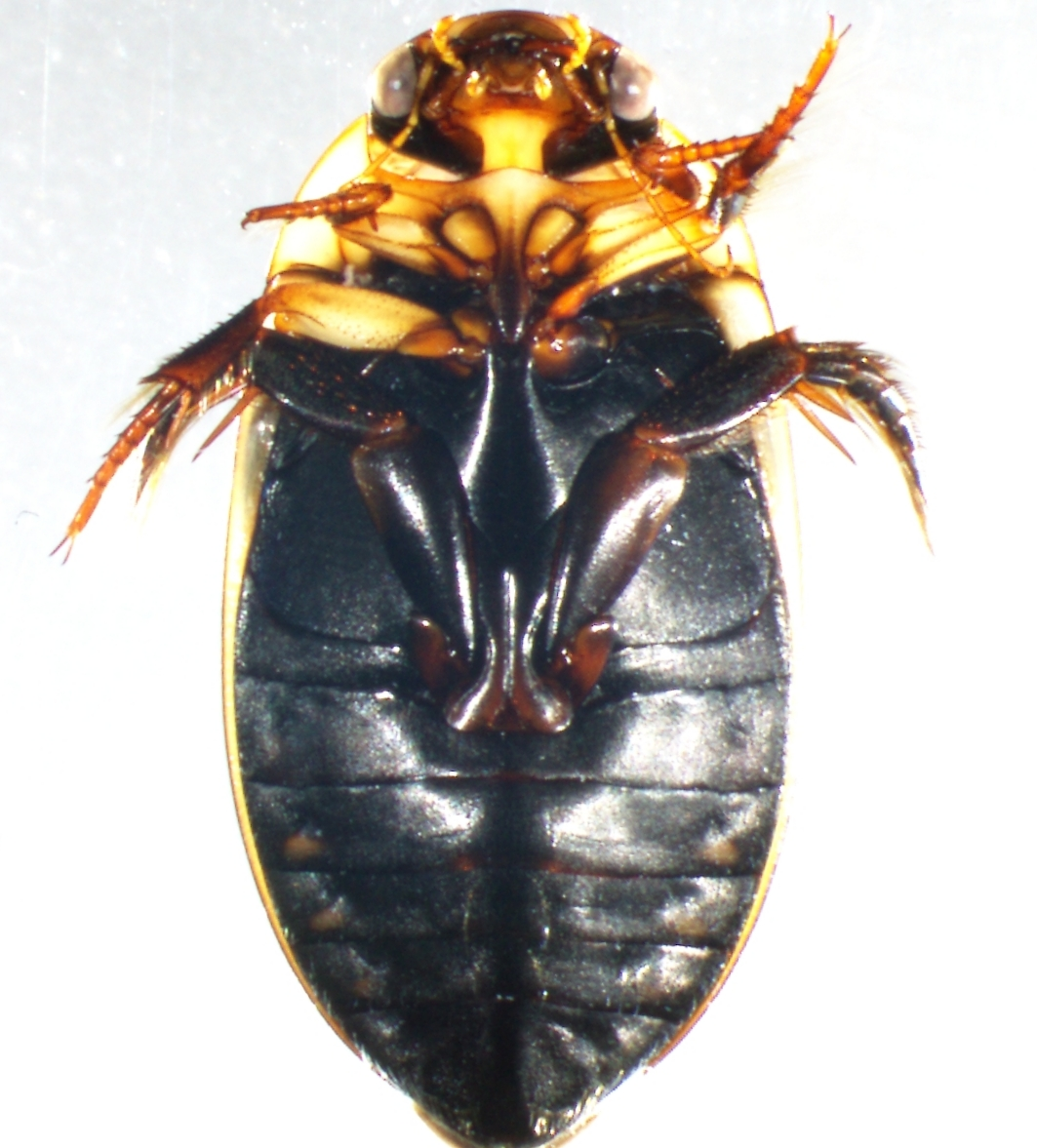